# Doddodo

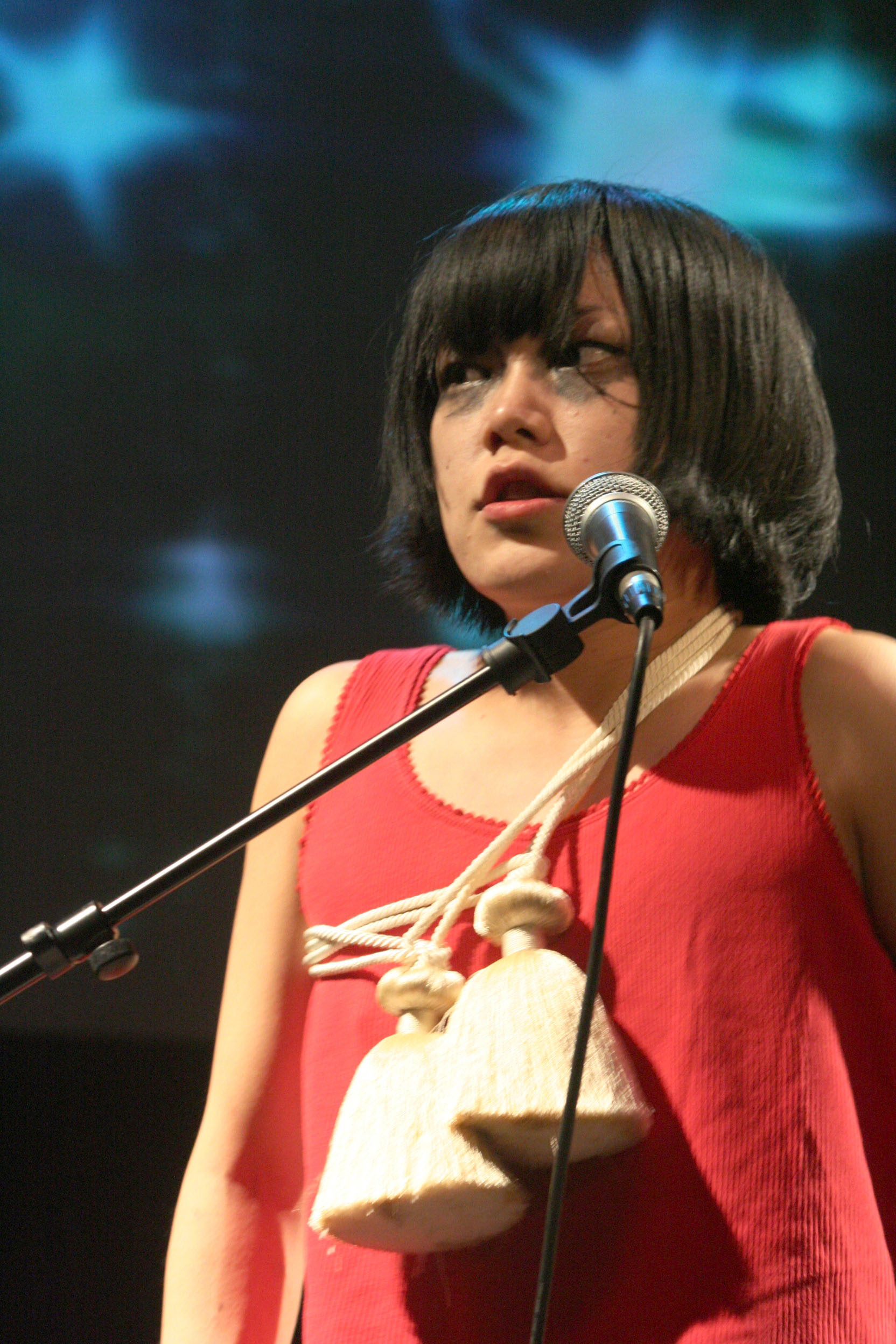
Doddodo (2009)

Doddodo (Eigenschreibweise in Versalien; * in der Präfektur Osaka, Japan) ist eine Musikerin in den Bereichen Elektronische Musik und Breakcore.

## Leben und Wirken
Für ihre Musik verwendet sie einen Sampler, ein Casio-Keyboard und alle möglichen Gimmicks (u. a. Kinderspielzeug, exotische Musikinstrumente). Doddodo verwertet überwiegend 80er-Jahre-Breakbeats und Hip-Hop-LPs als Grundlage ihrer Musikstücke, sie mischt diese mit diversen Samples aus oft genrefremden Musikrichtungen (z. B. Punk, World Music, Rap und japanische Volkslieder (Min’yō)). Aufgrund dieses charakteristischen Stilmixes, wird sie häufig der Breakcore-Szene zugerechnet.
Zu Beginn produzierte und veröffentlichte sie ihre Alben selbst auf dem japanischen Label Renda Records, dessen Besitzer der japanische Cybergrind-Musiker Maruosa ist. Auf die Empfehlung des Renda Records-Musikers Ove-Naxx hin, veröffentlicht sie seit 2002 beim britischen Label AD AAD AT.

## Diskografie
- 2004: Slime Core (EP)
- 2006: Donomichi Doddodo
- 2006: Greatereat
- 2006: Sample Bitch Story
- 2011: Do (ど)

### Weitere Veröffentlichungen
- 2002: Bibibibibibin Vol.1 (Split mit Maruosa)
- 2008: Limited Express(has gone?) × Doddodo (Split mit Limited Express)
- 2010: Doddodo + Inada Makoto (mit dem Bassisten Makoto Inada)